# Stazione di Napoli Garibaldi
La stazione di Napoli Garibaldi è una delle stazioni ferroviarie di Napoli attraversata da tutte le linee della ferrovia Circumvesuviana.
Grazie alla sua posizione centrale, svolge un importante ruolo di interscambio con la stazione di Napoli Centrale (FS), con la stazione Garibaldi della linea 1 della metropolitana e con la stazione di Napoli Piazza Garibaldi della metropolitana FS.

## Storia
La stazione venne inaugurata fra il 1963 e il 1972. Nel corso degli anni la stazione subisce diversi rifacimenti come l'innalzamento delle banchine e l'installazione di scale mobili.
A partire dal 2006 iniziano importanti lavori di ristrutturazione, che interessano non solo la stazione di Piazza Garibaldi ma tutto il nodo ferroviario insieme alla stazione di Napoli Centrale e della metropolitana. La stazione viene completamente pavimentata, vengono cambiate le scale mobili ed iniziato un lavoro di rifacimento del tunnel pedonale che collega la stazione con quella FS. Provvisoriamente, per ovviare a questa situazione di disagio, viene aperta una nuova uscita che, tramite un lungo corridoio, porta direttamente nella stazione di Napoli Centrale. Vi è anche un'altra uscita, che in realtà è quella principale, in via Ferraris, anche se è poco utilizzata.
La denominazione di Napoli Garibaldi è arrivata soltanto nel 2005, prima infatti la stazione era chiamata Napoli Collegamento Ferrovie dello Stato.

## Strutture e impianti
Napoli Garibaldi non ha un vero e proprio fabbricato viaggiatori, ma soltanto due chioschi, posti alle due entrate, dove si trovano le biglietterie.
La stazione è interrata ed è dotata di quattro binari serviti da tre banchine a raso e raggiungibili grazie a due scale mobili poste alle due estremità della stazione.

## Movimento
Napoli Garibaldi è una delle stazioni più frequentata dell'intera Campania, sia per il ruolo di interscambio con altri vettori, sia perché vi passano tutte le linee della Circumvesuviana. Tutti i treni in transito effettuano fermata.
Nel piazzale antistante la stazione, oltre numerosi autobus sia urbani, suburbani, extraurbani, regionali, nazionali ed internazionali transitano tram urbani e filobus urbani, suburbani ed extraurbani.

## Servizi
La stazione dispone di:
- Biglietteria
- Bar

## Interscambi
- Fermata autobus
- Stazione di Napoli Piazza Garibaldi
- Stazione di Garibaldi (Linea 1)
- Stazione di Napoli Centrale